# 朱伟 (1951年)
朱伟（1952年—）是一位中国作家。

## 生平
1952年生于上海。1968年到黑龙江生产建设兵团上山下乡，开始创作小说。1978年至1983年在《中国青年》杂志任记者、文艺部编辑。1983年至1993年在《人民文学》小说编辑室当编辑、编辑部副主任。他在《人民文学》推出了莫言、余华、苏童、刘索拉、阿城、格非等作家。1988年至1989年任《东方纪事》杂志主编，同时为《读书》杂志撰写专栏《最新小说一瞥》。1993年加入生活·读书·新知三联书店，创办《爱乐》杂志，并以林逸聪为笔名编写大型工具书《音乐圣经》。1995年8月至2014年12月任《三联生活周刊》主编。

## 著作
著有《考吃》《有关品质》《微读节气》等。